# Ahmed Zogu
Ahmed Zogu (rojen kot Ahmet Muhtar Zogolli) albanski politik in plemič, * 8. oktober 1895, Burgajet, Albanija, † 9. april 1961, Hauts-de-Seine, Francija.
Zogu je bil predsednik vlade Albanije (1922–1924), predsednik Albanije (1925–1928) in kralj Albanije (1928–1939 in 1943–1946).